# Rok Kosmač
Rok Kosmač (Liubliana, 16 de setembro de 1985) é um cantor esloveno, vencedor do festival nacional da canção daquele país.

## Biografia
Quando era criança, Rok viu na televisão o filme norte-americano Great Balls of Fire ("A Fera do Rock", no Brasil), que conta o início da carreira de Jerry Lee Lewis. Rok ficou impactado pelo filme, e disse a si mesmo que queria começar a se tornar um cantor.

## Canções
Rok Kosmač tinha menos de 17 anos quando apareceu no programa de TV Orion com a canção Ne pozabi me ti, composta por ele mesmo; a música acabou entrando para a coletânea Orionova pesem leta 2002. Na seleção do festival EMA 2007, ele apresentou Ko Še Spiš, que depois traduziu para inglês como Second Chance.
Rok já lançou dois álbuns. O primeiro se chama RoKosmač, e o segundo Živim Le Zate. Seu terceiro álbum solo deve sair em meados de 2008, incluindo seu novo sucesso Prepusti se.
Pelo estilo das músicas, a idade, o fato de compor desde muito cedo, a carreira e até a aparência física, Rok Kosmač pode ser comparado ao brasileiro Felipe Dylon.

## Prêmios
- O disco RoKosmač vendeu 21.000 cópias
- 2º lugar no festival Melodije Morja in Sonca com a canção Mala, no verão de 2003
- 2º lugar no festival Melodije Morja in Sonca com a canção Biseri v Očeh no verão de 2004
- 4º lugar no Hit festival com a canção Ko Pride Čas no verão de 2004
- Verão de 2006 conquistou popularidade no Gong